# 15. Flieger-Division
La 15. Flieger-Division (15e division aérienne) a été l'une des principales divisions de la Luftwaffe allemande durant la Seconde Guerre mondiale.

## Création et différentes dénominations
Cette division a été formée le 26 janvier 1945 à Flammersfeld, à partir d'éléments de la II. Jagdkorps. Son rôle est le support aérien de la Heeresgruppe B en Hollande.

## Commandement

Drapeau du commandant d'une division aérienne

| Début           | Fin           | Grade        | Nom               |
| --------------- | ------------- | ------------ | ----------------- |
| 26 janvier 1945 | 30 avril 1945 | Generalmajor | Karl-Eduard Wilke |
| 30 avril 1945   | 8 mai 1945    | Generalmajor | Walter Grabmann   |

## Chef d'état-major
| Début | Fin | Grade | Nom |
| ----- | --- | ----- | --- |
| ?     | ?   | ?     | ?   |

## Quartier général
Le quartier général se déplace suivant l'avancement du front.
| Début           | Fin        | Ville        |
| --------------- | ---------- | ------------ |
| 26 janvier 1945 | 8 mai 1945 | Flammersfeld |

## Rattachement
| 26 janvier 1945 - 1er avril 1945 |  | Luftwaffenkommando West |
| 1er avril 1945 - 8 mai 1945      |  | Luftflotte Reich        |

## Unités subordonnées
- Flugbereitschaft/15. Flieger-Division : Janvier 1945 - Mai 1945 (en provenance de la Flugber./II. Jagdkorps)
- Luftnachrichten-Abteilung 65
- Kampfgeschwader 2 à Honnef/Rhein
- Nachtschlachtgruppe 1 à Kirchhellen
- Nachtschlachtgruppe 2 à Köln-Ostheim
- au 12 avril 1945 :
  - Nachtschlachtgruppe 1
  - Stab, I., II. et III./JG 2
  - Stab, I., II. et III./JG 27